# Верхнє-Мисова
Ве́рхнє-Ми́сова (рос. Верхнее-Мысова) — присілок у складі Сургутського району Ханти-Мансійського автономного округу Тюменської області, Росія. Входить до складу Локосовського сільського поселення.
Населення — 51 особа (2010, 36 у 2002).
Національний склад станом на 2002 рік: росіяни — 55 %.
Стара назва — Верхньомисова.